# 티나 데사이

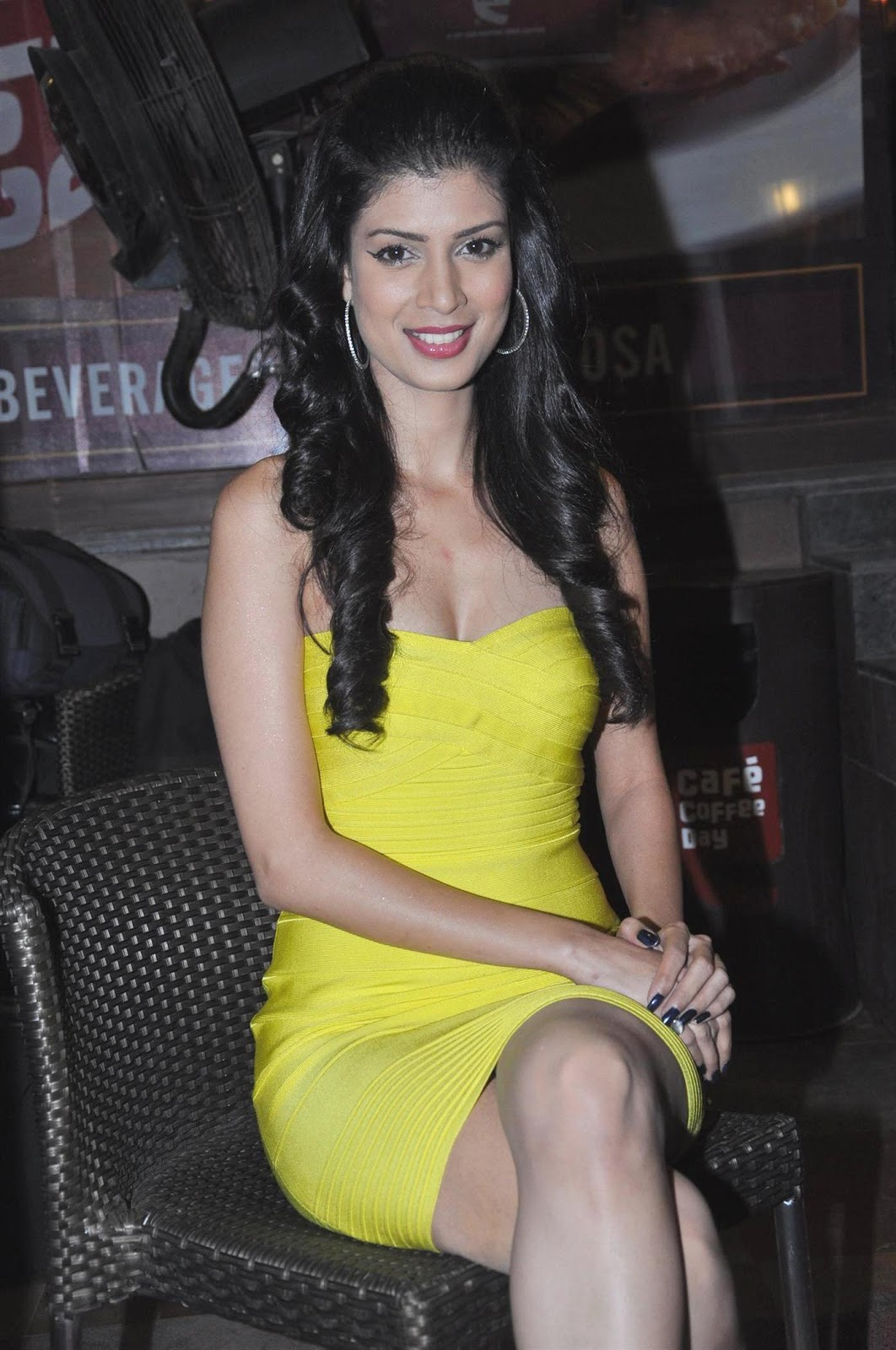

티나 데사이(Tina Desai, 1987년 2월 24일 ~ )는 인도의 배우, 모델, 텔레비전 배우이다.
벵갈루루에서 태어났다.

## 방송
- 센스8 시즌2
- 센스8

## 영화
- 센스8 시즌2 (2017년)
- 센스8 (2015년) - 칼라 역
- 테이블 넘버.21 (2013년) - 시야 아가스티 역
- 베스트 엑조틱 메리골드 호텔 (2012년) - 수나이나 역